# Cyclocephala cribrata
Cyclocephala cribrata är en skalbaggsart som beskrevs av Hermann Burmeister 1847. Cyclocephala cribrata ingår i släktet Cyclocephala och familjen Dynastidae. Inga underarter finns listade i Catalogue of Life.